# Songs of sunset
Songs of sunset is een compositie van Frederick Delius. Het werkte eraan van 1906 tot en met 1908 onder de werktitel Songs of twilight and sadness. Het werk kreeg ook een Duitse titel mee, Delius verbleef vaak in Duitsland. Songs of sunset is de natuurlijke opvolger van Sea Drift over verlies en is geschreven voor dezelfde samenstelling als Sea Drift. Ook de stemming van het werk vertoont overeenkomsten met Sea Drift, Songs of sunset gaat over de korte levensduur en het vroege einde van het leven. Delius schreef een toonzetting bij teksten van Ernest Dowson. Het geheel wordt achter elkaar doorgespeeld, er zijn wel verschillende secties aan te wijzen, waarbij de stemming enigszins wijzigt:
1. A song of the setting sub
2. Cease smiling, Dear!
3. Pale amber sunlight
4. Exceding sorrow
5. By the sad waters of separation
6. See how the trees
7. I was not sorrowful
8. They are nog long, the weeping and the laughter

Het begint in het typische Delius tempo-aanduiding Quietly. Zoals vaker met werken van Delius, gaat dit werk als een nachtkaars uit (gradually dying away) met dynamiekaanduiding pppp, nog zachter dan Pianissimo possibile.
Deliuspromotor bij uitstek Thomas Beecham gaf leiding aan de eerste uitvoering op 16 juni 1911. Hij gaf leiding aan zijn eigen orkest (Beecham Symphony Orchestra) en koor. 
Delius schreef het voor
- mezzosopraan, bariton
- sopranen, alten, tenoren, baritons
- 3 dwarsfluiten, 1 hobo’s, 1 althobo, 1 bashobo,  3 klarinetten, 3 fagotten, 1 sarrusofoon of contrafagot
- 4 hoorns, 2 trompetten, 3 trombones, 1 tuba
- pauken,  1 man/vrouw percussie (triangel, grote trom, 1 harp
- violen, altviolen, celli, contrabassen

## Discografie
- Uitgave Chandos: Sally Burgess (mezzosopraan), Bryn Terfel (bariton), Bournemouth Symphony Orchestra met koor o.l.v. Richard Hickox
- Uitgave Unicorn Kanchana: Sarah Walker (ms), Thomas Allen (b), Ambrosian Singers, Royal Philharmonic Orchestra o.l.v. Eric Fenby
- Uitgave EMI: Maureen Forrester (s), John Cameron (b), Beecham Choral Society, Royal Philharmonic Orchestra o.l.v. Thomas Beecham
- Uitgave SOMM; twee andere uitvoeringen onder leiding van Beecham
- Uitgave EMI: Janet Baker (s), John Shirley-Quark (b), Royal Liverpool Philharmonic Orchestra en koor o.l.v. Charles Groves.